# TSV 1846 Lohr
Der Turn- und Sportverein 1846 Lohr am Main e. V., kurz TSV Lohr, ist ein Sportverein aus dem unterfränkischen Lohr am Main im Landkreis Main-Spessart.

## Geschichte
Der TSV Lohr ist ein 1846 gegründeter Sportverein, der neben Handball auch die Sparten Fußball, Volleyball, Basketball, Turnen, Leichtathletik, Fechten, Gymnastik, Schwimmen, Tennis und zehn weitere Sportarten anbietet.

## Handball
Der 1928 gegründeten Handballabteilung gelang 1995 der Aufstieg in die Regionalliga Süd, die im deutschen Ligensystem als 3. Liga geführt wurde, und konnte sich dort von 1994/95 bis 1999/2000 in der Liga halten. 1998 qualifizierten sich die Lohrer für die erste Hauptrunde des DHB-Pokals. Erfolge vor dieser Zeit waren jeweils der Aufstieg in die Bayerische Landesliga, in die viertklassige Bayernliga und der bayerische Pokalsieg.
Die Handballabteilung des TSV nimmt aktuell (2022) mit drei Herrenmannschaften, einem Damenteam und sechs Nachwuchsmannschaften am Spielbetrieb des Bayerischen Handballverbandes (BHV) teil. Die 1. Herrenmannschaft spielt in der viertklassigen Handball-Bayernliga und das Damenteam in der Bezirksoberliga.

### Erfolge
| - DHB-Pokal Hauptrundenteilnehmer 1997/98 - Aufstieg in die Regionalliga (3. Liga) 1995 - Bayerischer Meister (4. Liga) 1995 - Nordwestbayerischer Vizemeister (4. Liga) 2022 | - Nordbayer. Landesligameister 1991, 2003, 2016 - Nordbayerischer Landesliga-Vizemeister 1976 - Aufstieg in die Bayerische-Oberliga (1. Liga) 1949 |

### Spielerpersönlichkeiten
| - Mia Zschocke (Nationalspielerin) - Melani Mitsch (Nationalspielerin) - Josef Karrer (Nationalspieler) - Frank Hofstötter | - Zdravko Zovko (Olympiasieger 1984) - Carlos Prieto (Olympiateilnehmer) - Tom Spieß - Otto Fetser |

### Spielstätten
Der TSV 1846 Lohr trägt seine Heimspiele in der
- Halle an der Nägelseestr. 8 D-97816 Lohr
- Spessarttorhalle in der Lehmskaute 22 D-97816 Lohr

aus.